# Fußball-Europameisterschaft der Frauen 2005/Finalrunde
Resultate der Finalrunde bei der Fußball-Europameisterschaft der Frauen 2005:

## Übersicht
|  | Halbfinale  | Halbfinale |             |          | Finale | Finale |
|  |             |            |             |          |        |        |
|  |             |            |             |          |        |        |
|  | Deutschland | 4          |             |          |        |        |
|  | Finnland    | 1          |             |          |        |        |
|  |             |            | Deutschland | 3        |        |        |
|  |             |            |             | Norwegen | 1      |        |
|  | Norwegen    | V3V        |             |          |        |        |
|  | Schweden    | 2          |             |          |        |        |
|  |             |            |             |          |        |        |

V Sieg nach Verlängerung

## Halbfinale

### Deutschland – Finnland 4:1 (3:1)
| Deutschland                                    | Deutschland | Finnland | Finnland |
| ---------------------------------------------- | --- | --- | -------- |
| Deutschland                                    | \| 15. Juni 2005 in Preston (Deepdale) \| \| Zuschauer: 2.785 \| \| Schiedsrichterin: Dagmar Damková ( Tschechien) \| | \| 15. Juni 2005 in Preston (Deepdale) \| \| Zuschauer: 2.785 \| \| Schiedsrichterin: Dagmar Damková ( Tschechien) \| | Finnland |
| Deutschland                                    | Silke Rottenberg, Kerstin Garefrekes (62. Petra Wimbersky), Ariane Hingst, Steffi Jones, Sandra Minnert, Britta Carlson, Inka Grings, Renate Lingor (75. Sarah Günther), Conny Pohlers, Anja Mittag (46. Sonja Fuss), Birgit Prinz Cheftrainerin: Tina Theune-Meyer | Satu Kunnas, Eveliina Sarapää (69. Jessica Thorn), Tiina Salmén, Sanna Valkonen , Petra Vaelma, Minna Mustonen, Jessica Julin (81. Sanna Malaska), Anne Mäkinen, Anna-Kaisa Rantanen (46. Terhi Uusi-Luomalahti), Laura Kalmari, Heidi Kackur Cheftrainer: Michael Käld | Finnland |
| Deutschland                                    | 1:0 Inka Grings (3.) 2:0 Conny Pohlers (8.) 3:0 Inka Grings (12.) 4:1 Birgit Prinz (62.) | 3:1 Minna Mustonen (15.) | Finnland |
| Deutschland                                    | Tiina Salmén | | Finnland |
| 15. Juni 2005 in Preston (Deepdale)            | | |          |
| Zuschauer: 2.785                               | | |          |
| Schiedsrichterin: Dagmar Damková ( Tschechien) | | |          |

### Norwegen – Schweden 3:2 n.V. (2:2, 1:1)
| Norwegen                                              | Norwegen | Schweden | Schweden |
| ----------------------------------------------------- | --- | --- | -------- |
| Norwegen                                              | \| 16. Juni 2005 in Warrington (Halliwell Jones Stadium) \| \| Zuschauer: 5.722 \| \| Schiedsrichter: Kari Seitz ( USA) \| | \| 16. Juni 2005 in Warrington (Halliwell Jones Stadium) \| \| Zuschauer: 5.722 \| \| Schiedsrichter: Kari Seitz ( USA) \| | Schweden |
| Norwegen                                              | Bente Nordby, Marianne Paulsen, Marit Fiane Christensen (80. Maritha Kaufmann), Ane Stangeland , Gunhild Følstad, Solveig Gulbrandsen, Ingvild Stensland, Unni Lehn (59. Trine Rønning), Dagny Mellgren, Lise Klaveness, Isabell Herlovsen (65. Stine Frantzen) Cheftrainer: Bjarne Berntsen | Hedvig Lindahl, Sara Larsson, Hanna Marklund, Jane Törnqvist, Kristin Bengtsson, Anna Sjöström, Malin Moström , Caroline Seger (46. Frida Östberg), Therese Sjögran (71. Josefine Öqvist), Victoria Svensson (49. Lotta Schelin), Hanna Ljungberg Cheftrainerin: Marika Domanski Lyfors | Schweden |
| Norwegen                                              | 1:0 Solveig Gulbrandsen (40.) 2:1 Isabell Herlovsen (64.) 3:2 Solveig Gulbrandsen (109.) | 1:1 Hanna Ljungberg (44.) 2:2 Hanna Ljungberg (89.) | Schweden |
| Norwegen                                              | Solveig Gulbrandsen | | Schweden |
| 16. Juni 2005 in Warrington (Halliwell Jones Stadium) | | |          |
| Zuschauer: 5.722                                      | | |          |
| Schiedsrichter: Kari Seitz ( USA)                     | | |          |

## Finale

### Deutschland – Norwegen 3:1 (2:1)
| Deutschland                                       | Deutschland | Norwegen | Norwegen |
| ------------------------------------------------- | --- | --- | -------- |
| Deutschland                                       | \| 19. Juni 2005 in Blackburn (Ewood Park) \| \| Zuschauer: 21.105 \| \| Schiedsrichterin: Alexandra Ihringová ( Slowakei) \| | \| 19. Juni 2005 in Blackburn (Ewood Park) \| \| Zuschauer: 21.105 \| \| Schiedsrichterin: Alexandra Ihringová ( Slowakei) \| | Norwegen |
| Deutschland                                       | Silke Rottenberg, Kerstin Garefrekes, Ariane Hingst, Steffi Jones, Britta Carlson (81. Sarah Günther), Inka Grings (69. Sandra Smisek), Sandra Minnert, Renate Lingor, Conny Pohlers, Anja Mittag (59. Petra Wimbersky), Birgit Prinz Cheftrainerin: Tina Theune-Meyer | Bente Nordby, Marianne Paulsen, Marit Christensen, Ane Stangeland , Gunhild Følstad, Solveig Gulbrandsen, Ingvild Stensland, Trine Rønning (83. Marie Knutsen), Dagny Mellgren, Lise Klaveness (87. Kristin Blystad-Bjerke), Stine Frantzen (59. Isabell Herlovsen) Cheftrainer: Bjarne Berntsen | Norwegen |
| Deutschland                                       | 1:0 Inka Grings (22.) 2:0 Renate Lingor (24.) 3:1 Birgit Prinz (63.) | 2:1 Dagny Mellgren (41.) | Norwegen |
| 19. Juni 2005 in Blackburn (Ewood Park)           | | |          |
| Zuschauer: 21.105                                 | | |          |
| Schiedsrichterin: Alexandra Ihringová ( Slowakei) | | |          |

- Schiedsrichtergespann:  Blaženka Logarušić und  Yolanda Parga Rodríguez (Schiedsrichterassistentinnen),  Dagmar Damková (Vierte Offizielle)